# Осока шорстковолосиста
{{#ifeq:0|0|{{#if:|{{#if:Carexhirta|[[]}}|}}}}
Осока шорстковолосиста, осока шершава (Carex hirta) — вид рослин родини осокові (Cyperaceae), поширений у Європі, пн.-зх. Африці, зх. Азії.

## Опис
Багаторічна трав'яниста рослина 10–70(90) см. Листові пластинки запушені з обох сторін. Мішечки густо запушені. 2n = 112–114.

## Поширення
Поширений у Європі, пн.-зх. Африці, зх. Азії; натуралізований у Новій Зеландії, Канаді й США.
В Україні вид зростає на луках, у світлих листяних лісах, по берегах річок, уздовж доріг — на всій території звичайний.

## Галерея

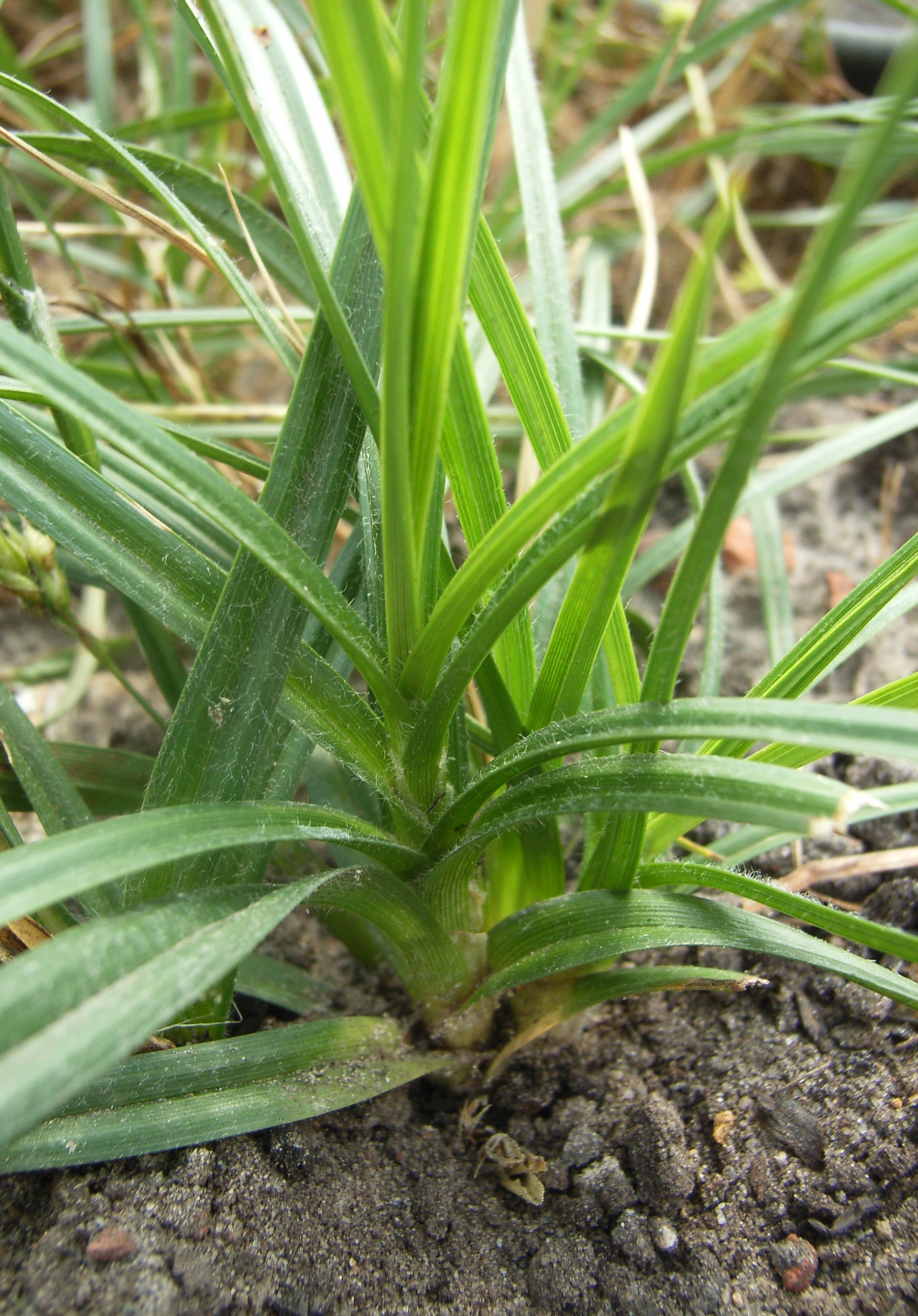
рослина
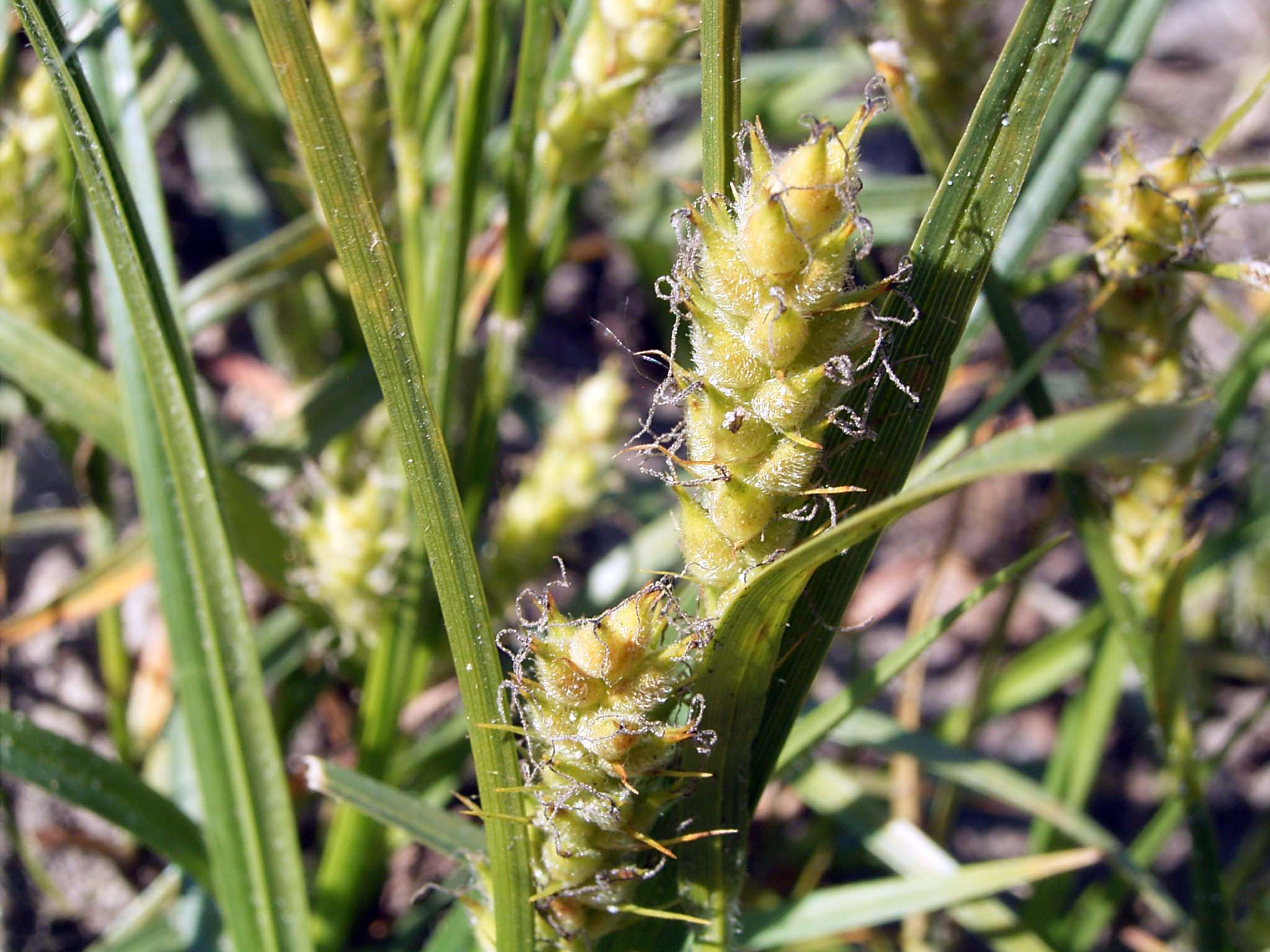
суцвіття
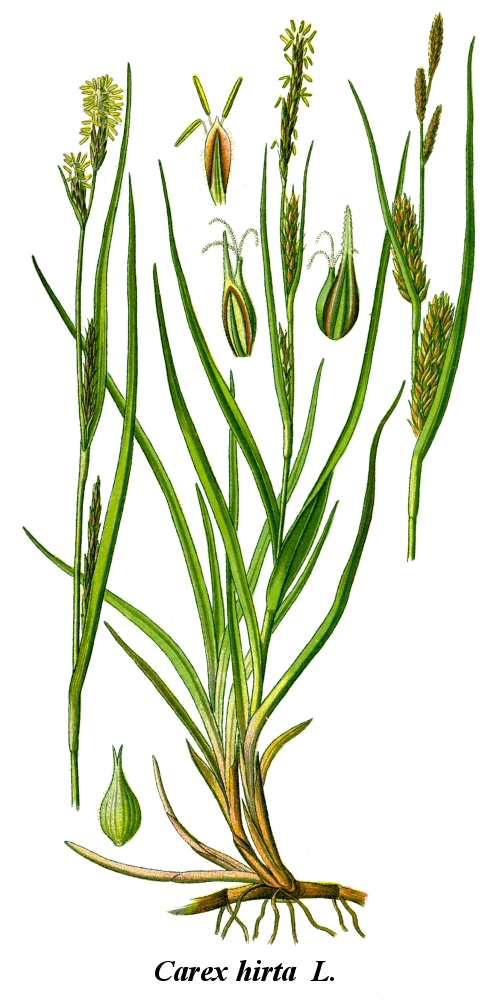
ілюстрація